# Григорович, Иван Константинович
Ива́н Константи́нович Григоро́вич (26 января [7 февраля] 1853, Санкт-Петербург — 3 марта 1930, Ментона) — русский военно-морской и государственный деятель, адмирал (27 сентября 1911), генерал-адъютант (6 декабря 1912), последний морской министр Российской империи (1911—1917). Почётный гражданин Таллина.

## Биография
Родился в семье капитана 1 ранга Константина Ивановича Григоровича (1807—1902) — выходца из дворян Полтавской губернии, и его жены Марии Егоровны (урождённой баронессы фон дер Ховен; 1832—1919) — сестры Василия Егоровича Ховен.
В 1871 году поступил и в 1874 году окончил Морское училище (это название с 1867 по 1891 годы носил Морской кадетский корпус), после его окончания произведён в гардемарины и в следующем году в мичманы. Участвовал в Цимбрийской экспедиции 1878 года, когда большая группа русских моряков на зафрахтованном пароходе «Цимбрия» отправилась в Северо-Американские Соединённые Штаты, где составила экипажи четырёх крейсеров, закупленных на верфи Крампа в Филадельфии. Целью этой операции была демонстрация на торговых путях Англии и отвлечения её внимания от русско-турецкого театра военных действий. Проходив около года на клипере «Забияка», в 1879 году вернулся в Кронштадт и 17 сентября 1879 года произведён в лейтенанты флота. В 1880 году вновь назначен на клипер «Забияка» на котором перешёл на Дальний Восток России и находился в составе крейсерской эскадры вице-адмирала С. С. Лесовского. В 1883 году вернулся в Кронштадт.

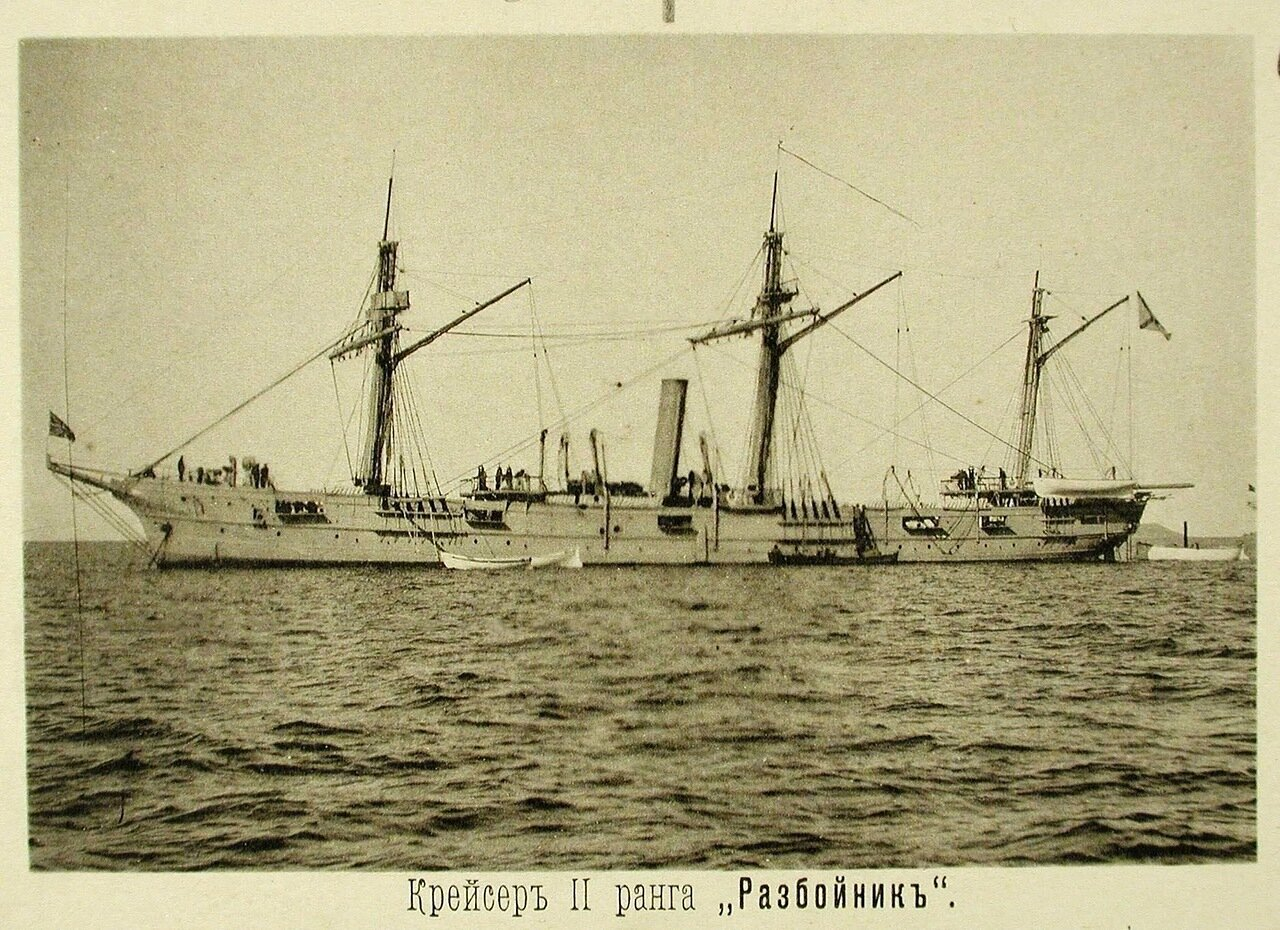
Крейсер II ранга «Разбойник» под командованием капитана 2 ранга И. К. Григоровича.
Чифу, весна-лето 1895 года.

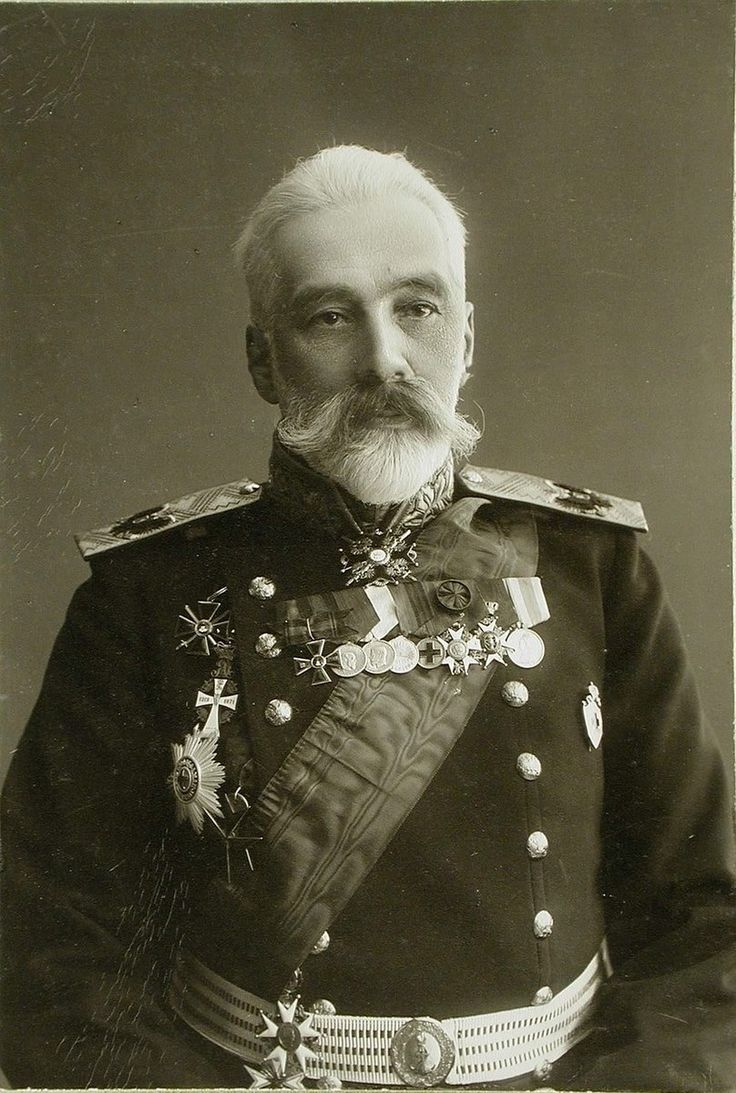
И.К.Григорович в звании контр-адмирала. Около 1908г.

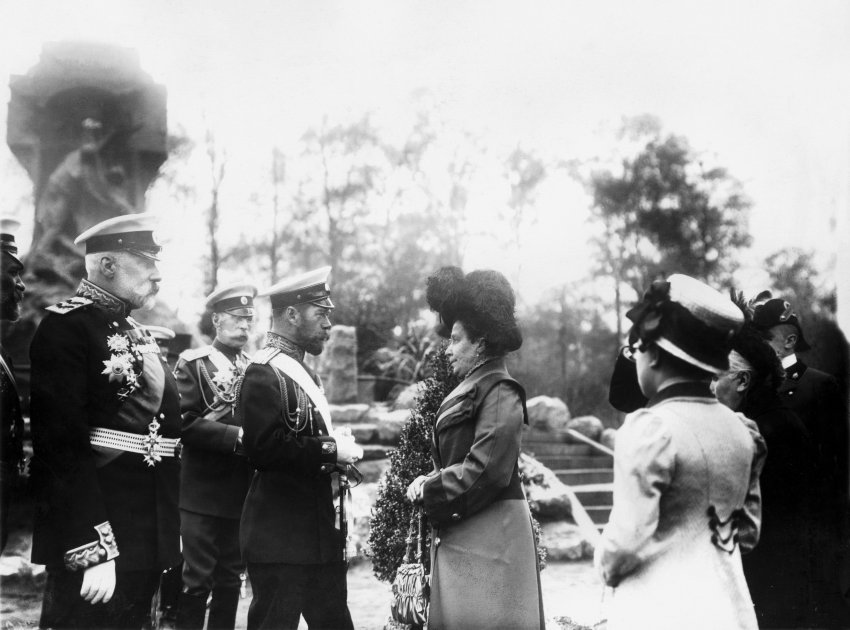
С.-Петербург. Вице-адмирал Григорович с Николаем II на открытии памятника миноносцу «Стерегущий». Май 1911г.

В 1883 году в чине лейтенанта принял командование своим первым кораблём — новопостроенным портовым судном «Колдунчик». В последующие годы командовал пароходом «Рыбка» в Кронштадте.

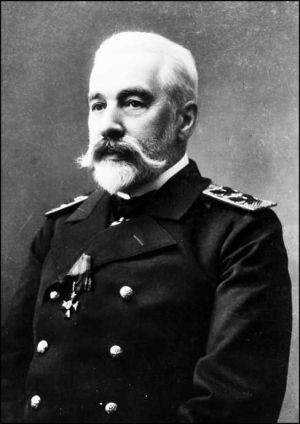
Вице-адмирал И.К. Григорович, 1909-1911 гг.

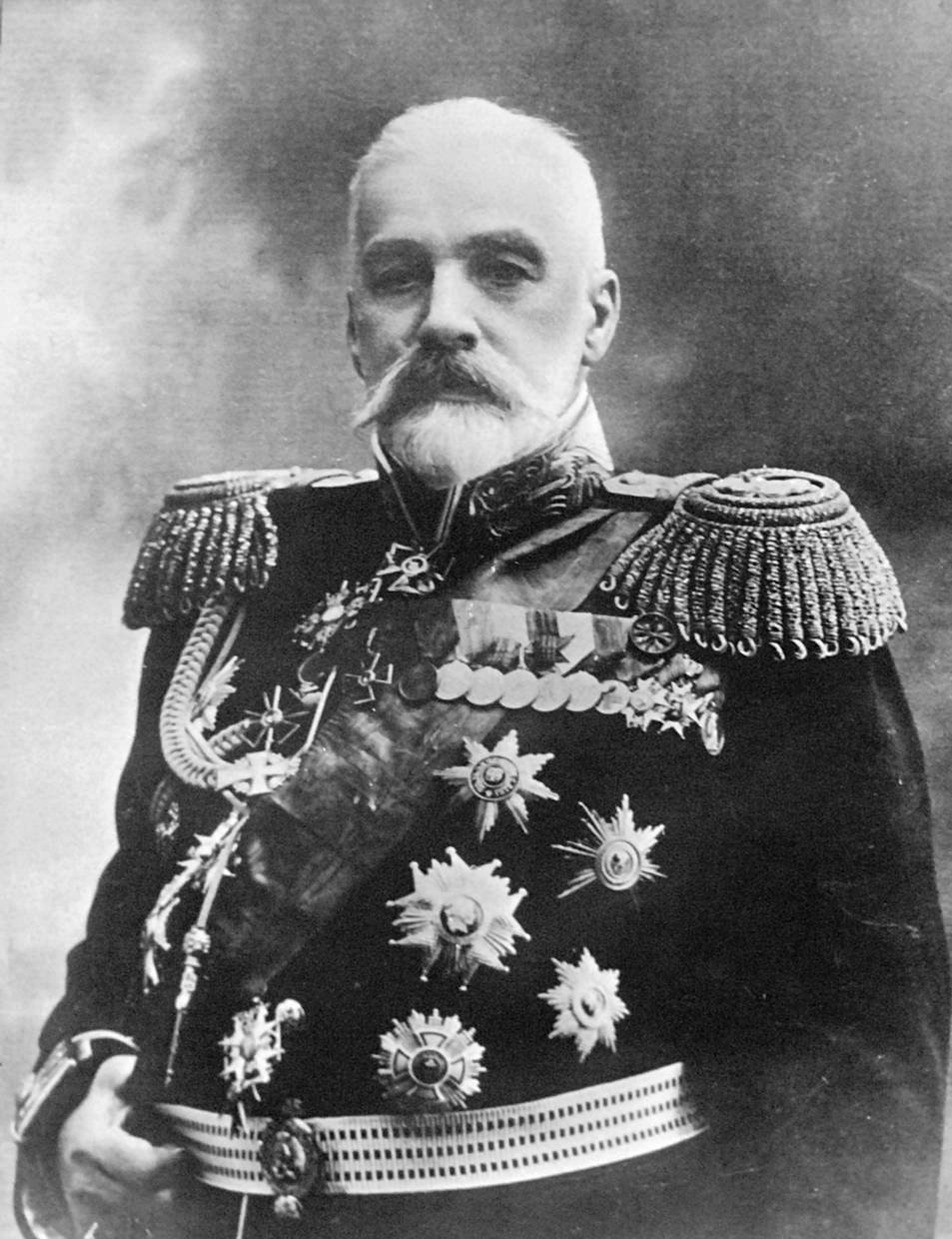
Морской министр И.К. Григорович, 1915 г.

В 1888—1889 годах — флаг-офицер штаба начальника эскадры Тихого океана.
В 1890—1891 годах — командир парохода «Петербург», старший офицер фрегата «Герцог Эдинбургский». В 1893 году старший офицер на корвете «Витязь» и крейсере «Адмирал Корнилов».
В 1895 году — командир крейсера II ранга «Разбойник», монитора береговой обороны «Броненосец», минного крейсера «Воевода».
В 1896—1898 годах морской агент в Англии. Капитан 1-го ранга (13 апреля 1897 года). В 1898 году надзирал за строительством во Франции заказанных для России броненосца «Цесаревич» и крейсера «Баян».
С 15 февраля 1899 года — командир строившегося по заказу России во Франции на тулонской верфи эскадренного броненосца «Цесаревич», по окончании постройки в 1903 году привёл его в Порт-Артур. 27 января 1904 года во время атаки японцев на Порт-Артур «Цесаревич» был торпедирован японским миноносцем. Броневая противоминная переборка выдержала взрыв торпеды. Имея крен 17°, «Цесаревич» остался на плаву и всю ночь отражал атаки японских миноносцев. Командир за этот бой был награждён мечами к ордену Святого Владимира 3 степени.
28 марта 1904 года Григорович был произведён в контр-адмиралы с назначением командиром порта Порт-Артур. В этой должности пробыл всю осаду крепости. Благодаря административным способностям Григоровича и заведённому им образцовому порядку во всех областях портового хозяйства, флот до конца осады ремонтировался, не знал недостатка в угле, материалах снабжения и боевых запасах. После падения Порт-Артура, И. К. Григорович прибыл в Петербург и был временно прикомандирован к Главному морскому штабу. Награждён орденом Святого Станислава 1 степени с мечами.
Начальник штаба Черноморского флота (1905—1906), командир Либавского порта Императора Александра III (1906—1908). В 1908 году назначен командиром Кронштадтского порта.
С февраля 1909 года товарищ (заместитель) морского министра, вице-адмирал (29 марта 1909 года). Член (с 1909) и председатель (1911—1917) Адмиралтейств-совета.

### Во главе императорского российского флота (1911—1917 гг.)
19 марта 1911 года назначен морским министром, одновременно с производством в адмиралы. Это была непростая в те времена должность, т.к. после войны с Японией упал престиж флота, техническое состояние флота было плохим, бюрократия мешала развернуться. Пришлось даже императору Николаю II вмешаться и отправить на его имя телеграмму, которую он приказом от 4 (17) ноября 1911 года обнародовал по флоту: «…1-го сего ноября я удостоился получить от Его Императорского Величества Высокомилостивейшую телеграмму следующего содержания: “Прошу Вас, Иван Константинович, не обращать внимания на нападки на Вас лично и на Морское ведомство. Продолжайте твердо и неуклонно  порученное Вам дело воссоздания флота…”». Григорович сумел добиться от государства ассигнования огромных средств (свыше 500 млн. рублей) для возрождения русского флота.
В конце 1912 года пожалован в генерал-адъютанты. Член Государственного совета по назначению (1913—1917).
В период Первой мировой войны Морское министерство, возглавляемое И. К. Григоровичем, сумело обеспечить согласованную работу промышленности, системы материально-технического обеспечения и подготовку кадров в учебных заведениях. Построенные по разработанным и реализованным под руководством морского министра И. К. Григоровича судостроительным программам накануне и в ходе Первой мировой войны боевые единицы составляли 100 % линкоров, 40 % крейсеров и 30 % эсминцев в составе флота, встретившего в 1941 году Великую Отечественную войну.
Однако от управления действующим флотом с началом войны Григорович оказался устранён. Только в январе 1916 года он с большим трудом добился подчинения Балтийского и Черноморского флотов созданному Морскому штабу при Ставке Верховного Главнокомандующего, но и тогда его роль заметно не возросла.
После Февральской революции 1 марта 1917 года смещён с должности, уволен от службы приказом А. И. Гучкова от 31 марта 1917 года.
Также Григорович занимался живописью. Пример — «Два броненосца в шторм», Холст, масло, 14х19 см, 1911 г. (https://yavarda.ru/storm.html, https://yavarda.ru/images/artmir/sub_44406.jpg).

### После 1917 года
С июня 1919 года И. К. Григорович работал сотрудником Петроградского отделения Главного управления Единого государственного архивного фонда, его военного научно-издательского отдела. С 1 января 1920 года в связи с реорганизацией архивов переведён в штат Морского архива. В октябре 1921 года уволен из Морского архива в связи с сокращением штатов. В 1920 году И. К. Григорович также числился сотрудником Морской исторической комиссии (Морискома), получая за это скудный паёк.
Работать приходилось в трудных условиях, в неотапливаемом помещении архива. За послереволюционные годы Григорович дважды перенёс крупозное воспаление лёгких. У Григоровича не было дров для отопления квартиры и зимой 1920/1921 года он некоторое время жил на квартире военно-морского инженера и конструктора кораблей А. Н. Крылова, у которого были дрова.
Написал «Воспоминания бывшего морского министра», закончив работу к весне 1919 года. Воспоминания были написаны осторожно, почти не затрагивали политических вопросов и описывали события только до начала Февральской революции. Тем не менее они пролежали в архиве более 70 лет и были впервые опубликованы только в 1993 году.
С конца 1923 года Григорович начал оформлять документы на выезд за границу для лечения. 14 апреля 1924 года в Петроградском губотделе НКВД РСФСР ему было отказано в выезде за границу. Однако позднее Григоровичу всё же удалось добиться разрешения на выезд, и осенью 1924 года он уехал во Францию, где и остался.
Жил бедно в небольшом курортном городке Ментона на юге Франции, снимая комнату в пансионе. Зарабатывал на жизнь, продавая свои картины.
Скончался 3 марта 1930 года в возрасте 77 лет. Был похоронен во Франции на русском кладбище в Ментоне.
В 2005 году отряд кораблей Черноморского флота РФ в составе гвардейского ракетного крейсера «Москва» и сторожевого корабля «Пытливый» совершил заход в порт Ментона на Лазурном берегу Франции, где взял на борт урну с прахом адмирала И. К. Григоровича. Из Ментоны прах адмирала доставили в Новороссийск. Там прах адмирала встречал лично командующий Черноморским флотом, гремел артиллерийский салют; гроб адмирала, когда его перевозили по городу в аэропорт, был установлен на пушечном лафете. Прах адмирала, по традиции, переносили шесть капитанов, но без фуражек. Из Новороссийска самолётом прах переправили в Санкт-Петербург. Там, в соответствии с завещанием Григоровича, его останки были похоронены в сохранившемся семейном склепе на Никольском кладбище Александро-Невской лавры.
На его могильной плите выбита надпись: «Всегда любимая, всегда дорогая, о Россия, иногда вспоминай о нём, кто так много думал о тебе…».

## Награды
- Орден Святого Станислава 3-й степени (17.04.1883)
- Орден Святой Анны 3-й степени (01.01.1886)
- Орден Святого Станислава 2-й степени (01.01.1892)
- Орден Святой Анны 2-й степени (06.12.1894)
- Орден Святого Владимира 4-й степени с бантом (22.09.1896)
- Орден Святого Владимира 3-й степени (14.04.1902)
- Мечи к ордену Святого Владимира 3-й степени (22.03.1904)
- Орден Святого Станислава 1-й степени с мечами (22.11.1904)
- Орден Святой Анны 1-й степени (13.04.1908)
- Орден Святого Владимира 2-й степени (06.05.1911)
- Орден Белого орла (21.02.1913)
- Орден Святого Александра Невского (30.07.1915)
- Бриллиантовые знаки к ордену Святого Александра Невского (05.10.1916)
- Знак отличия беспорочной службы за XL лет (22.08.1915)

Иностранные:
- Норвежский орден Святого Олафа, командорский крест (1909)
- Китайский орден Двойного Дракона 1-й степени 2-го класса (1910)
- Бухарский орден Искандер-Салис 1-й степени (1911)
- Черногорский орден князя Даниила I 1-й степени (1912)
- Итальянский орден Святых Маврикия и Лазаря, большой крест (1912)
- Греческий орден Спасителя 1-й степени (1912)
- Прусский орден Красного орла 1-й степени (1912)
- Шведский орден Меча, большой крест (1912)
- Французский орден Почётного легиона, большой крест (1912)

## Семья
И. К. Григорович был женат на Марии Николаевне Шемякиной, троюродной сестре В. И. Ульянова (Ленина).
Дети: Мария (1885—1963), Наталья (1901—1964).

## Мнения современников
А. Ф. Редигер:
Григоровича я узнал во время нашего осмотра заводов и поездки на юг. Это был человек иной складки — самоуверенный, способный зазнаться, но интересный собеседник, и у меня с ним установились хорошие отношения. Его репутация во флоте и обществе была неважная, но не знаю каких-либо порочащих его фактов. Он оставался министром почти шесть лет, до революции 1917 года; судостроение при нём шло успешно; о том, как велось при нем хозяйство Морского министерства, я судить не берусь, но личный состав флота при нём, очевидно, остался столь же недисциплинированным, озлобленным и готовым к бунту, как и раньше.
А. Т. Васильев:
Мне очень понравился также адмирал И. К. Григорович, возглавлявший Морское министерство. Надо сказать, что в разговоре с ним я сразу почувствовал его полное нежелание слышать что-либо о революционной пропаганде во флоте.
Яхонтов А. Н.:
... Григорович с первого же взгляда привлекал к себе симпатии. Это был «морской волк» в лучшем значении слова. Высокий, статный, с белоснежными густыми волосами, широкоплечий, крепко скроенный, с раскачивающейся походкою, он выделялся среди окружающих своею незаурядной внешностью, исполненной достоинства и благородства.

## Память
В честь И. К. Григоровича назван боевой корабль Российского флота — сторожевой корабль проекта 11356 «Адмирал Григорович», переданный ВМФ России 10 марта 2016 года.
На петербургской станции метро «Адмиралтейская», открытой в 2011 году, среди портретов-барельефов шести выдающихся адмиралов Российской империи есть и портрет Григоровича.

## Мемуары
- Григорович И. К. Воспоминания бывшего морского министра (1909—1917 гг.). — СПб.: Дева, 1993. — ISBN 5-87303-006-5.
- Григорович И. К. Воспоминания бывшего морского министра. — Кронштадт; М.: Морская газета, Кучково поле, 2005. — ISBN 5-86090-122-4.